# Lotte Lehmann
Lotte Lehmann (ur. 27 lutego 1888 w Perlebergu, zm. 26 sierpnia 1976 w Santa Barbara w Kalifornii) – niemiecka śpiewaczka operowa, sopran dramatyczny.

## Życiorys
Studiowała w Berlinie, gdzie jej nauczycielami byli Ema Tiedka, Eva Reinhold i Mathilde Mallinger. Zadebiutowała na scenie w 1909 roku w operze w Hamburgu rolą trzeciego chłopca w Czarodziejskim flecie W.A. Mozarta. Rok później w tym samym teatrze kreowała role Frei w Złocie Renu i Elzy w Lohengrinie, zyskując sobie z czasem opinię jednej z najważniejszych interpretatorek repertuaru Wagnerowskiego. W 1914 roku wystąpiła w Theatre Royal przy Drury Lane w Londynie jako Zofia w Kawalerze srebrnej róży Richarda Straussa pod dyrekcją Thomasa Beechama. W 1916 roku w Operze Wiedeńskiej wykonała partię Ewy w zrewidowanej wersji Ariadny na Naksos Richarda Straussa, zyskując tym występem uznanie kompozytora, który wybrał ją następnie do kreowania ról żony Farbiarza w Kobiecie bez cienia (Wiedeń 1919) i Krystyny w Intermezzo (Drezno 1924). Wystąpiła także w tytułowych rolach podczas wiedeńskich premier oper Giacomo Pucciniego Siostra Angelica (1920) i Turandot (1926). W Wiedniu występowała regularnie do 1938 roku, kiedy to w związku z Anschlussem podjęła decyzję o emigracji do Stanów Zjednoczonych.
W 1924 roku jako Marszałkowa w Kawalerze srebrnej róży Richarda Straussa zadebiutowała na deskach londyńskiego Covent Garden Theatre, w którym występowała później do 1938 roku. W 1934 roku wystąpiła w nowojorskiej Metropolitan Opera w roli Zyglindy w Walkirii Richarda Wagnera. Z Metropolitan Opera była związana do 1945 roku, występując łącznie w 69 przedstawieniach, jej pożegnalną była rola Marszałkowej w Kawalerze srebrnej róży. W 1945 roku przyznano jej amerykańskie obywatelstwo. Występowała również z repertuarem pieśniarskim, ostatni występ dała w 1951 roku w Santa Barbara. Odznaczona Wielkim Krzyżem Zasługi Republiki Federalnej Niemiec (1964).
W jej repertuarze znajdowały się m.in. role Hrabiny w Weselu Figara, Donny Elwiry w Don Giovannim, Leonory w Fideliu, Elżbiety w Tannhäuserze, Elzy w Lohengrinie i Ewy w Śpiewakach norymberskich. Dokonała licznych nagrań płytowych, w tym m.in. ze skróconą wersją Kawalera srebrnej róży Richarda Straussa i 2 pierwszymi aktami Walkirii Richarda Wagnera.
Opublikowała książki Anfang und Aufstieg (Wiedeń 1937, ang. tłum. pt. Wings of Song 1938), More Than Singing (Nowy Jork 1945), My Many Lives (Nowy Jork 1948), Five Operas and Richard Strauss (Nowy Jork 1964) i Eighteen Song Cycles (Londyn-Nowy Jork 1971), a także powieść Orplid mein Land (1937, ang. tłum. pt. Eternal Flight 1938).